# Ludia luciphila
Ludia luciphila är en fjärilsart som beskrevs av Embrik Strand 1911. Ludia luciphila ingår i släktet Ludia och familjen påfågelsspinnare. Inga underarter finns listade i Catalogue of Life.